# 더티페어
더티페어(ダーティペア, DIRTY PAIR) 시리즈는 타카치호 하루카의 스페이스 오페라 연작 소설 작품군이다. 『S-F매거진』 1979년 2월호에 첫 단편이 실렸고, 1980년부터 하야카와문고에서 단행본이 간행되었다. 『더티페어의 대모험』이 제11회 성운상 일본 단편부문상을, 『더티페어의 대역전』이 제17회 성운상 일본 장편부문상을 수상했다. 삽화는 야스히코 요시카즈가 그렸다.
동 작가의 크러셔 죠 시리즈와 세계관과 배경(22세기 은하계)을 공유한다. 더티페어가 크러셔 죠보다 대략 20년 이전 시점이다.
크러셔 죠와 함께 일본 스페이스 오페라의 초창기 작품이자 극조창기 라이트 노벨 작품에 해당한다. 또한 일본 문화에서 여성 버디물을 처음으로 개척했다는 의의도 갖는다.
작중 명확히 실체가 언급되지는 않는 “클라레타 삼중성 사건”을 계기로 은하연합은 온갖 트러블에 대처하는 특무기관 세계복지사업협회(World Welfare Works Association, WWWA 쓰리더블유 에이[*])를 설치하였다. WWWA에 소속된 범죄 트러블 컨설턴트(약칭 “트러컨”) 케이와 유리, 일명 “더티페어”가 본 연작의 주인공들이다. 주인공 콤비의 정식 코드네임은 “러블리 앤젤”이지만, 사건을 해결할 때마다 무대가 되는 행성에 괴멸적인 피해를 야기해서 아무도 그렇게 불러주지 않고 “더티페어(더러운 2인조)”라고 불린다.
1985년 7월부터 12월까지 TV 애니메이션으로 방영되었고, OVA와 극장판 애니메이션도 여럿 제작되었다. 1985년과 2010년 두 차례 만화화되었다.

## 등장인물
케이(ケイ, Kei)
양대 주인공. 울프컷 빨강머리의 정열적인 미녀. 눈은 쌍꺼풀에 눈동자는 갈색, 피부는 구릿빛. 코스튬 컬러는 백은. 생성 니오기 출신. 2121년 11월 28일생. 신장 171 cm, 체중 57 kg. 혈액형 A형. 쓰리사이즈 91-55-91의 글래머. 보이시한 외모와 털털한 성격 때문에 남성들과 연이 적다. 남자를 밝히는 성격으로, 에피소드별로 등장하는 남성 조연에게 첫눈에 반했다가 여러가지 이유로 깨지는 전개가 반복된다. 생각보다 몸이 먼저 나가는 육체파. 도박을 좋아해서 휴가 때는 카지노에 틀어박힌다. 행성 메즈일의 종합대학을 16세에 졸업하고 유리와 함께 WWWA에 스카우트되어 1년간 훈련 후 트러컨이 되었다. 애총은 대형 열선총(히트건). 전용 우주선 “러블리엔젤”에서는 주로 사격수를 담당. 이야기 전체의 서술자이며, 모든 에피소드는 항상 케이의 시점에서 묘사된다.
유리(ユリ, Yuri)
양대 주인공. 케이의 파트너. 검은 긴생머리의 여성적인 외모이지만, 사실 입이 거친 독설가. 케이에 비해 남자들에게 인기가 많으며, 케이의 표현에 따르면 ‘처세에 능하다’. 눈은 홑꺼풀에 눈동자는 감색. 피부는 창백. 코스튬은 원작 초기에는 케이와 같았지만 이후 선샤인 골드로 색상 변경. 행성 요챠 출신으로 2122년 3월 18일생. 신장 168 cm, 체중 55 kg. 혈액형 A형. 쓰리사이즈 88-54-90. 케이에 비해 냉정한 편으로 저돌적인 케이를 말리는 역할을 맡지만, 사실 성미가 급한 부분이 있어 때로 케이 이상으로 폭주한다. 대학에서는 케이와 같은 연구그룹에 속해 있었다. 애총은 소형 광선총(레이건). 특수무장으로 초경도금속 “테그노이드강”제 날로 된 카드를 이오노크래프트로 비상시켜 전용 컨트롤러로 조작해 대상을 찢는 “블러디 카드”를 애용한다. 어린 시절 변방 행성 마리네에 살았으며, 옛 지인과는 마리네 억양(도호쿠 방언으로 표현된다)으로 대화하기도 한다. 전용 우주선 “러블리앤젤”에서는 주로 조종수 담당.
무기(ムギ, MUGHI; Military Unit of Genetic Higher Intelligence)
흑표범을 닮은 이생물. 완전진공 속에서도 살 수 있는 완전생명체로, 선사문명이 남긴 인조생물 쿠얼이다. 개체수가 적어 멸종직전으로 보호동물로 지정되어 있다. 주인공들과 함께 다니게 된 경위는 『독재자의 유산』에서 묘사된다. 인간과 동급 혹은 그 이상의 지성을 가지고, 등에서 돋아난 한 쌍의 빨판 촉수로 기계나 컴퓨터를 조작할 수 있다. 수염으로는 모든 파장의 전자파를 송수신할 수 있고, 자물쇠 해제, 컴퓨터 해킹, 우주선 조종까지 어렵지 않게 해낸다. 기계에 약한 주인공들을 대신해 메카닉을 담당한다. 사람 말을 할 수 없고 고양이 울음소리를 내지만 사람의 말을 알아들을 수 있으며, 『대탈주』편에서는 컴퓨터 모니터에 문자를 쓰는 것으로 주인공들과 필담을 한다. 힘이 세서 우주선 외판도 찢어버릴 수 있다. 인간도 두동강 낼 수 있는 힘이지만 개조를 받아 흉포한 성격을 억제당하고 있기 때문에 주인의 명령 없이, 혹은 위기에 처한 주인을 구하기 위해 필요한 경우 이외에는 인간을 습격하는 일은 없다. 약점은 강력한 전파를 받으면 술취한 것과 같은 상태가 되어 광란하여 주위의 모든 것을 파괴하는 “전파중독”. 보통 식사는 불필요하지만 칼륨을 영양원으로 하여 하루에 1개씩 특제 칼륨 캡슐을 받아 먹는다. 필요하면 장기간 금식에도 견딜 수 있다.
쿠얼이란 종족은 A. E. 밴보트의 고전 스페이스 오페라 『스페이스 비글 호의 항해』의 오마주다.
소라나카(ソラナカ)
WWWA의 부장이자 주인공 콤비의 상사. 매번 사건은 해결하지만 동시에 큰 부수적 피해를 야기하는 두 사람에게 골머리를 앓고 있어 임무를 명령할 때마다 잔소리를 한다.
애니메이션에서는 그리 앙드레 프랑시스 주임이 이 역할을 대신한다.

## 출간 목록
타카치호 하루카(글) / 야스히코 요시카즈(그림), 하야카와쇼보, 전9권
- 『더티페어의 대모험』(ダーティペアの大冒険), 1980년 5월 31일 발행, ISBN 4-15-030121-2
  - 카도카와문고판: 1983년 8월 발행, ISBN 4-04-154401-7
- 『더티페어의 대역전』(ダーティペアの大逆転), 1985년 7월 15일 발행, ISBN 4-15-203292-8
  - 하야카와문고판: 1988년 4월 15일 발행, ISBN 4-15-030262-6
- 『더티페어의 대난전』(ダーティペアの大乱戦), 1987년 3월 15일 발행, ISBN 4-15-203325-8
  - 하야카와문고판: 1989년 8월 15일 발행, ISBN 4-15-030300-2
- 『더티페어의 대폭주』(ダーティペアの大脱走), 1993년 3월 31일 발행, ISBN 4-15-203325-8
  - 하야카와문고판: 1995년 7월 15일 발행日, ISBN 4-15-030519-6
- 『더티페어: 독재자의 유산』(ダーティペア 独裁者の遺産), 1998년 1월 발행, ISBN 4-15-208181-3
  - 하야카와문고판: 2001년 1월 발행, ISBN 4-15-030655-9
- 『더티페어의 대부활』(ダーティペアの大復活), 2004년 8월 15일 발행, ISBN 4-15-208584-3
  - 하야카와문고판: 2007년 1월 발행, ISBN 978-4-15-030876-6
- 『더티페어의 대정복』(ダーティペアの大征服), 2006년 4월 30일 발행, ISBN 4-15-208724-2
  - 하야카와문고판: 2008년 4월 발행, ISBN 978-4-15-030921-3
- 『더티페어의 대제국』(ダーティペアの大帝国), 2007년 10월 발행, ISBN 978-4-15-208870-3
  - 하야카와문고판: 2010년 3월 발행, ISBN 978-4-15-030991-6
- 『더티페어의 대도약』(ダーティペアの大跳躍), 2018년 12월 15일 발행, ISBN 978-4-15-209822-1
  - 하야카와문고판: 2020년 10월 발행, ISBN 978-4-15-031450-7